# 張山鐘
張山鐘（1887年1月29日—1965年12月15日），臺灣醫師、政治人物，屏東萬丹人。日治時期曾更名長與山鐘。曾任屏東市參議員、屏東縣縣長、臺灣省政府委員。中國國民黨籍。今萬丹鄉新鐘村之名即是為了紀念他在當地的貢獻。

## 生平
張山鐘出身於萬丹鄉新庄仔，曾就讀萬丹公學校，畢業後進入臺灣總督府醫學校。於明治四十一年（1908年）4月畢業於臺灣總督府醫學校，畢業後曾先後八年任職於臺北病院和屏東病院。:228大正八年（1919年）回到故鄉萬丹開設東瀛醫院。:228日治時期曾出任公醫、萬丹信用組合長、萬丹庄協議會員。
昭和四年（1929年），張山鐘被選為高雄州協議會員。之後出任高雄州國防義會評議員。:228昭和十二年（1937年）3月，雖然日中戰爭仍未開打，但氣氛已經很緊張。當時有國防費獻金運動，張山鐘捐獻政府國防費壹萬圓獻金，為此在昭和時代出版的《台灣人士鑑》稱之為「罕見快舉」。:228:187到了戰爭末期，民間曾發起獻機。張山鐘與林熊祥、林烈堂與日籍的大甲郡守代表獻四架飛機，四人站在日本海軍武官部（後來的國民黨中央黨部）前，獻給日本軍方。:187
和日本軍方關係密切，並未影響張山鐘的政治歷程。:187戰後，張山鐘歷任屏東市萬丹區區長、屏東市參議員。
1951年，張山鐘角逐第一屆屏東縣長選舉，與孔德興進入第二次投票。孔德興獲得第三高票的林嘯鯤全力支持，最後張山鐘已以往醫術獲得的感恩票、尊敬票。以93,393票當選首屆屏東縣民選縣長。
張山鐘在縣長任內，面對議會一直很苦惱。因為他既不懂法令，又拙於言詞。每逢議員質詢，他都率民政、財務、建設、教育等各科室官員赴現場。由官員們代他答詢。如果要到臺灣省政府開會或洽談公務，張山鐘也是「有關單位通通載去省府再說」。
據屏東幫要角透露，民國四十一年（1952年）蔣經國成立班底「中國青年反共救國團」時要籌措三千萬元，副主任謝東閔曾在接收高雄州時與張山鐘熟稔，向張山鐘勸募，張山鐘慷慨捐了兩百多萬元。:188張山鐘的下對賭注，不僅使他後來獲得省府委員之職。在蔣經國掌權後，謝東閔扶搖直上。張山鐘的兒子張豐緒也當了二十年政務官。:188
第二屆縣長選舉時，張山鐘一度有意角逐選舉，與林石城一戰。但是臺灣省政府認為他年紀已大，希望他退出選舉。最後張山鐘宣布退出選舉。
卸任以後，張山鐘出任省府委員。在他兒子張豐緒任屏東縣長任內，他才逝世。

## 其他
- 張山鐘不諳法政，常常被議員質詢到結巴，最後啞口無言。尤其是曾經和他爭奪縣長的議員陳朝景，最喜歡找他的麻煩。陳朝景是學法律的，經常以法令的問題質詢張山鐘。每次都難倒張山鐘。有次張山鐘下不了臺，一怒之下反唇相譏道：「你是學法律的，我是學醫的。我們各有專長，你不要專找我不懂的問我，有種的話，你就問我有關醫學的問題，如果我答不出來，才算我輸！」議會質詢並非醫學會議，張山鐘根本不講道理，但卻惹得哄堂大笑，使陳朝景也啼笑皆非，以後也就未公開為難張山鐘了。[4]:121-122

## 家族
- 張山鐘元配為著名銀行家藍高川堂妹藍奎（出身里港藍家），元配去世後曾娶國代呂阿昌的妹妹。
  - 長子張豐胤，醫師，畢業於熊本醫科大學，曾於日本行醫。
  - 次子張豐彥，少年時留學日本，在就讀熊本五高時不幸去世。[3]:194
  - 三子張豐緒，夫人陳秋蟾女士為高雄陳啟清的女兒，即陳田錨的妹妹。曾任屏東縣縣長、臺北市市長，後出任內政部部長。
  - 長女張緞，夫婿為前司法院院長戴炎輝。
  - 次女張媞，夫婿為同屬萬丹望族王冠烈牙醫師。
  - 三女張靜，夫婿為林我澤醫師。
  - 四女張妏，夫婿為羅燦醫師。[5]，東港信用合作社理事主席。出身崁頂鄉港東村望族羅家。
  - 五女張若，夫婿為陳奇祿，中央研究院院士，首任文建會主委。

## 外部連結
- 地方傳奇 神醫濟世古井水 （页面存档备份，存于）
- 作育英才半世紀 創設文建會 （页面存档备份，存于），中時電子報，名人家族故事。
- 〈南部〉張豐緒落葉歸根 萬丹古厝早不在 （页面存档备份，存于），自由電子報，2014年6月11日。

| 政府职务    | 政府职务                              | 政府职务      |
| ----------- | ------------------------------------- | ------------- |
| 屏東縣政府  |                                       |               |
| 前任： 首任 | 屏東縣縣長 1951年6月1日－1954年6月2日 | 繼任： 林石城 |